# Michele Pallavicini
Michele Pallavicini (San Martino Siccomario, 2 maggio 1911 – San Martino Siccomario, 23 agosto 1968) è stato un calciatore italiano, di ruolo portiere.

## Carriera
Ha difeso per molte stagioni la porta pavese, sia nel Pavia con due campionati di Serie B, che con la "Vittorio Necchi", tra i cadetti ha esordito il 10 settembre 1933 nella partita Pavia-Legnano (0-3).

## Biografia
Gli è stato intitolato alla memoria il Centro Sportivo di San Martino Siccomario in provincia di Pavia, suo paese natale.